# 斯氏鼬鯰
斯氏鼬鯰，為輻鰭魚綱鯰形目鼬鯰科的其中一種，為熱帶淡水魚，分布於南美洲巴西伊瓜蘇河流域，體長可達13.9公分，棲息在礫石底質、水流快速且含氧量高的溪流底層水域，生活習性不明。